# Цап Роман Петрович
Рома́н Петро́вич Ца́п (6 лютого 1976, село Сусідовичі, Старосамбірський район, Львівська область — смт Донецький, Попаснянський район, Луганська область) — солдат Збройних сил України.

## Бойовий шлях
Роман Цап народився 6 лютого 1976 у селі Сусідовичі, Старосамбірського району, Львівської області.
У 1991 році завершив навчання у школі села Сусідовичі й далі навчався в Нижанковицькому професійному ліцеї (СПТУ № 80), в училищі здобув професію столяра.
Мобілізований у серпні 2014-го, сапер, 703-й інженерний полк.
4 липня 2015 року приблизно о 16:00 під час проведення планового нарощування мінно-вибухових загороджень загинув внаслідок підриву на міні — поблизу 29-го блокпосту на трасі «Бахмутка» біля селища Донецький — зазнав важкого поранення, сержант Дмитро Демковський загинув. При спробі евакуації Романа під час повторного вибуху він загинув. Тоді ж загинули солдат Дмитро Ковшар, молодший сержант Іван Смоляр та солдат Артем Романов.
Розлучений, без батька залишилися двоє синів-близнюків. Похований у селі Сусідовичі 10 липня. У Львівській області через загибель Романа Цапа та Дмитра Демковського оголошено триденну жалобу.

## Нагороди
За особисту мужність, сумлінне та бездоганне служіння Українському народові, зразкове виконання військового обов'язку відзначений — нагороджений
- 15 вересня 2015 року — орденом «За мужність» III ступеня (посмертно).